# Patricia Nardy
Patrícia Mayara Nardy, mais conhecida como Paty Nardy (Campinas, 11 de fevereiro de 1989), é uma ex-futebolista brasileira que atuava como goleira.
Em 2009 foi convocada para a Seleção Brasileira Feminina.

## Carreira

### Início da carreira
Desde muito cedo, Patrícia mostrava ter vocação para esportes. Logo aos três anos de idade foi colocada para fazer ballet, mas o que despertou mesmo seu interesse foi o judô. Depois seus pais tentaram fazer ela seguir os caminhos da passarela e ela optou pela capoeira. Em casa, jogava futebol com o irmão mais velho e amigos da rua e daí para entrar para um clube, foi um pequeno passo.

### Bonfim
O primeiro time que ela defendeu foi o Bonfim Futebol Clube, de Campinas, aos 6 anos de idade. Seu primeiro técnico foi Carlos Alberto Miyasada, o Maguila. Nesse período, Patrícia ainda jogava em posições de linha.

### Guarani
Em 2001, Patrícia foi jogar no seu time do coração, Guarani Futebol Clube, onde atuou por 6 anos. Lá ela defendeu os times femininos de campo e futsal em diversas categorias. Foi no Guarani que, incentivada pelo Diretor do clube, Fernando Pereira da Silva, Patrícia passou a jogar como goleira.
Em 2006, fez sua primeira excursão internacional, defendendo o Guarani em um torneio na Florida e conquistando o título de campeão. Nos Jogos Regionais e os Jogos Abertos do Interior de São Paulo, a Cidade de Campinas diversas vezes foi representada pelo time feminino do Guarani, nas modalidades campo e futsal e nessas ocasiões Patrícia atuou como goleira do time.
No final de 2005, “olheiros” de universidades americanas frequentemente visitavam os treinos do Guarani e em uma dessas visitas, recebeu o convite para estudar e jogar nos Estados Unidos. Como estava no 2º ano do colegial, somente após concluir o segundo grau, pode embarcar para novos desafios em terras estrangeiras.

### Northeastern State University (NSU)
Em 2007, Patrícia se mudou para Tahlequah, no estado americano de Oklahoma e foi defender o time da Northeastern State University (NSU), conhecido como RiverHawks. Como caloura, Patrícia foi All-Star 2nd Team em 2007 e All-Star 1st Team em 2008. Ainda em 2008, foi eleita Goalkeeper of the Year pela Lone Star Conference.

### Union College
Em agosto de 2009, Patrícia foi transferida para a Union College, na cidade de Barbourville, no Kentucky. Por 3 anos defendeu o time das Lady’s Bulldogs.

#### 2009
Em 2009, Patrícia recebeu o título de Best Defensive Player of the Year, NAIA Women's Soccer All-American Team, AAC Regular-Season Champions, NAIA All-American - Honorable Mention, NSCAA All-Eeast Coast Region Team, All-Conference Academic Team, Player of the Week Honors e Tournament Champion.

#### 2010
Em 2010, Patrícia recebeu novamente diversos prêmios. Foi NAIA All-American Honorable Mention, Defensive Player of the Year, All-Conference Team e Honorable Mention.

#### 2011
Em 2011, após terminar sua graduação em Human Performance, iniciou mestrado em Physical Education & Health. Conforme regulamento americano, um atleta não pode defender universidades por mais de 4 anos. Assim, Patrícia passou a ser treinadora de goleiras da Union College.

### Gulf Coast Texans
Em 2012, Patrícia foi convidada a jogar na Women's Premier Soccer League (WPSL) como goleira do time Gulf Coast Texans, de Pensacola, FL. Ao final de 10 partidas como titular absoluta e apenas 5 gols sofridos, seu time sagrou-se Campeão Nacional.

### Americana Futebol Feminino
Em janeiro de 2013, retornou ao Brasil e em março do mesmo ano foi contratada para defender o time do Americana Futebol Feminino, da cidade paulista de Americana. Foi campeã do campeonato de futsal e vice-campeã de campo, pelos Jogos Regionais e terceiro colocado no futsal dos Jogos Abertos. Como premiação individual, Patrícia recebeu o Troféu Destaque do Esporte.
Em 2014, foi vice-campeã de futsal pela Liga Nacional. Ao final do campeonato ela foi submetida a uma cirurgia de ligamento cruzado anterior.

### Santos Futebol Clube
Em janeiro de 2016, Patrícia foi contratada pelo Santos Futebol Clube para integrar o elenco das Sereias da Vila. Participando da Copa Ouro, foi vice-campeã. No Campeonato Paulista, após uma brilhante campanha, sagrou-se vice-campeã, perdendo a final para o time de Rio Preto. Em setembro de 2016, o time não conseguiu passar da fase mata-mata da Copa do Brasil, sendo derrotado pelo forte time do Audax/Corinthians. Apesar da eliminação, a campanha do Santos mostrou bons números, tendo feito 23 gols e sofrido apenas 3.
Em janeiro de 2018 o Santos renovou o contrato da atleta por mais dois anos.
Na temporada 2019, Paty Nardy disputou 25 jogos com a camisa do Santos em competições oficiais. Ao final da temporada, anunciou sua aposentadoria, aos 30 anos, e assumiu a função de preparadora de goleiros das Sereias da Vila. Ao todo, Paty vestiu a camisa das Sereias em 47 oportunidades.

### Seleção Brasileira

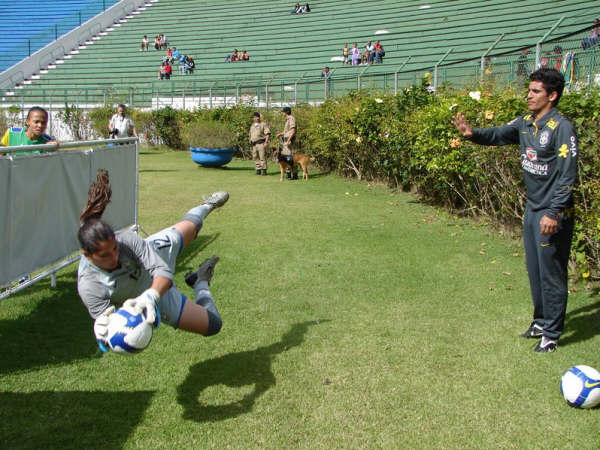
Paty durante aquecimento em jogo da Seleção Brasileira

#### Convocação
Em 2009, Patricia estava de férias no Brasil e como em outras ocasiões, participou dos Jogos Regionais por Campinas, que era sempre representada pelo time de futebol feminino do Guarani. Durante o campeonato, um olheiro da seleção que acompanhava os jogos a indicou e em 28 de junho daquele ano, seu nome saiu na lista de convocação da CBF. Foi um período de treinamento e concentração na Granja Comary e um amistoso com a camisa da Seleção Feminina.

### Títulos Conquistados

#### Premiações Individuais
2003 a 2006 – Vários troféus de Melhor Goleira em campeonatos Regionais e Estaduais
2007 – All-Star 2nd Team Lone Star Conference (NCAA)
2008 – Goalkeeper of the Year – Lone Star Conference (NCAA)
2008 – All-Star 1st Team Lone Star Conference (NCAA)
2009 – Best Defensive Player of the Year
2009 - NAIA Women's Soccer All-American Team
2009 - NAIA All American Team Honorable Mention
2009 - NSCAA All-East Coast Region Team
2009 - All-Conference Academic Team
2009 - Player of the Week Honors
2010 - Best Defensive Player of the Year
2010 - NAIA All American Honorable Mention
2010 - All-Conference Team
2010 - Honorable Mention
2013 - Destaque Esporte

#### Premiações Coletivas
2001 - 19º Copa Campinas Mirim Fut-Sal - GFC Vice-Campeão (LCFS)
2001 - XVI Olimpesec Fut-Sal - GFC Vice-Campeão
2002 - Copa Motorola Futebol Sub-13 - Campeão
2003 - 21ª Copa Campinas Fut-Sal Infantil - Campeão (LCFS)
2003 - Copa Estadual Fut-Sal Infantil - Campeão
2003 - IX Copa Metropolitana Fut-Sal Infantil - Campeão (LCFS)
2003 - Troféu Piratininga Infantil Fut-Sal - Campeão (FPFS)
2003 - XVIII Campeonato Municipal Fut-Sal Juvenil - Campeão
2004 - 22ª Copa Campinas Sub-15 Fut-Sal - Campeão (LCFS)
2004 - 22ª Copa Campinas Sub-17 Fut-Sal - Campeão (LCFS)
2004 - Campeonato Amador Futebol Sub-17 - Campeão (FPFA)
2004 - 21º Jogos Abertos Sub-15 Fut-Sal - Vice-Campeão (FPFS)
2004 - X Copa Metropolitana Fut-Sal  Sub-17- Campeão (LCFS)
2004 - X Copa Metropolitana Fut-Sal Sub-15 - Campeão (LCFS)
2005 - 22º Jogos Abertos Sub-17 Fut-Sal - Campeão (FPFS)
2005 - 23ª Copa Campinas Sub-21 Fut-Sal - Campeão (LCFS)
2005 - 49º Jogos Regionais Araras Futebol - Vice-Campeão
2005 - 49º Jogos Regionais Araras Fut-Sal - Campeão
2005 - Campeonato Amador Futebol Sub-18 - Campeão (FPFA)
2005 - IV Torneio 36HS de Fut-Sal - Campeão
2005 - Troféu Piratininga Jubileu 50 anos Sub-17 Fut-Sal - Vice-Campeão (FPFS)
2005 - XI Copa Metropolitana Fut-Sal Sub-21 - Campeão (LCFS)
2006 - 23º Jogos Abertos Sub-17 Fut-Sal - Campeão (FPFS)
2006 - 50º Jogos Regionais Bragança Paulista Fut-Sal - Vice-Campeão
2006 - Troféu Piratininga Sub-17 Fut-Sal - Campeão (FPFS)
2006 - XII Copa Metropolitana Fut-Sal Categoria Principal - Campeão (LCFS)
2006 - XII Copa Metropolitana Fut-Sal Sub-17 - Campeão (LCFS)
2006 - XII Copa Metropolitana Fut-Sal Sub-21 - Campeão (LCFS)
2007 - 51º Jogos Regionais Bragança Paulista Fut-Sal - Vice-Campeão
2009 - 15ª Copa Metropolitana Fut-Sal Sub-21 - Campeão (LCFS)
2009 - AAC Regular Season Champions
2009 - AAC Tournament Champions
2012 – WPSL National Title
2013 - Jogos Regionais - Campeã Fut-sal
2013 - Jogos Regionais - Vice-campeã Campo
2013 - Jogos Abertos - Terceira Colocação Fut-sal
2016 - Vice-campeã Copa Ouro
2016 - Vice-campeã Campeonato Paulista
2017 - Campeã Campeonato Brasileiro
2017 - Vice-Campeã Campeonato Paulista
2017 - Campeã Jogos Abertos